# تيد أندرسون (لاعب باندي)
تيد أندرسون (بالسويدية: Ted Andersson)‏ هو لاعب باندي ‏ سويدي، ولد في 20 سبتمبر 1972.